# Буржоазия
Буржоазия (от френски: bourgeoisie) e социална категория, която е съставена от хора с определен културен и финансов капитал, които са част от средните и горни слоеве на средната класа.
Това име най-напред се дава на гражданите – търговци и занаятчии. Буржоазията е средна класа, между благородниците и селяните и се оформя из средите на третото съсловие по времето на Великата френска революция.
Терминът идва от буржоа (bourgeois), в превод – жител на голям град (bourg) и започва да се използва през 1538 година. Преходна точка в историята на буржоазията е Юлската революция (1830), която докарва на власт промишлената буржоазия. В литературата понякога се използва и терминът дребна буржоазия, който обикновено означава дребни предприемачи и занаятчии.
В марксизма под буржоазия се разбира господстваща, експлоататорска класа на капиталистическото общество.

## В България
Буржоазната група в българското общество се създава през ХVІІІ век в условията на Османската империя. Съставена е от инициативни занаятчии и търговци, които влизат в контакт с изградените подобни слоеве в централна Европа, а през ХІХ век и в целия континент. Така попадат под влиянието на нови идеи за организация на обществото. Силен тласък на буржоазното развитие дава Кримската война 1853 – 1856 г., като влиянието на западните идеи се разпростира не само върху българите в емиграция, но и сред тези в рамките на Османската империя.
Центрове на българската буржоазия преди Освобождението са Цариград; Одеса и Букурещ. Руско-турската война изиграва ролята на буржоазно-демократична революция, като липсата на аристокрация прави дейността на буржоазния елит безусловна. Той е в основата на изграждането на Княжество България. Мнозина негови представители са от семейства на търговци и занаятчии, но получили добро европейско образование. Сред тях има заможни българи, представляващи земеделското съсловие.